# 이성애 규범성
이성애 규범성(異性愛 規範性)은 이성애적 관계를 규범으로 보고 다른 모든 형태의 성 행위를 이 규범에서 벗어난 일탈로 보는 경향을 말하는 용어이다. 이성애주의, 이성애 중심 주의라고도 한다.

## 기원
이 용어는 마이클 워너가 1991년에 만들어낸 것으로, 퀴어 이론의 첫 주요 작품들 가운데 하나에서 비롯되었다. 이 개념은 게일 루빈의 "성과 성별 시스템"의 개념, 또 애드리언 리치의 강제적 이성애의 개념에 그 뿌리를 두고 있다.

## 같이 보기
- LGBT
- 동성애 혐오